# Nimbus C.D.
Nimbus C.D., född 22 april 2010 i Bro i Stockholms län, är en svensk varmblodig travhäst. Han tränas och körs av Peter G Norman sedan 2020. Tidigare har han tränats av Per Nordström (2013–2014), Stefan Hultman (2014–2015), Pasi Aikio (2015–2016) och Robert Bergh (2019), och kördes under denna period oftast av Örjan Kihlström.
Nimbus C.D. började tävla i maj 2013 och tog första segern i debutloppet. Han har till februari 2019 sprungit in 3,4 miljoner kronor på 43 starter varav 15 segrar, 10 andraplatser och 9 tredjeplatser. Han har tagit karriärens hittills största segrar i Silverdivisionens final (juni 2015) och Jubileumspokalen (2015). Han har även kommit på andraplats i H.K.H. Prins Daniels Lopp (2017) och Gulddivisionens final (feb 2019) samt på tredje plats i Jämtlands Stora Pris (2016).
Han tävlade inte mellan juli 2016 och december 2018 på grund av skador. Efter skadeuppehållet på två och ett halvt år gjorde han comeback den 5 januari 2019 i ett Gulddivisionslopp på Bergsåkers travbana, där han kom på tredje plats.
Han delägs av Mats Sundin.